# HD 197770
HD 197770，又名BD+56 2477，SAO 32832、HR 7940，是一颗恒星，视星等为6.32，位于銀經93.88，銀緯9，其B1900.0坐标为赤經20h 40m 42.4s，赤緯+56° 9′ 9″。